# Nutzen- und Belohnungsansatz
Der Nutzen- und Belohnungsansatz (auch Uses and Gratifications Approach, Uses-and-Gratifications-Ansatz oder Theorie der selektiven Zuwendung) ist ein Modell der Mediennutzungsforschung und widerspricht dem Wirkungsansatz des älteren Stimulus-Response-Modells. In Absetzung bzw. Ergänzung der Medienwirkungsforschung untersucht der Ansatz die aktive Rolle der Rezipienten im Umgang mit Massenmedien.
Der Begriff „Uses and Gratifications“ wurde Anfang der 1960er Jahre vom amerikanischen Kommunikationswissenschaftler und Soziologen Elihu Katz geprägt. Dem Rezipienten eine aktive Rolle im Umgang mit Massenmedien zuzuschreiben war für die Kommunikationswissenschaft ein entscheidender Paradigmenwechsel. Der Nutzen- und Belohnungsansatz ist Ausgangspunkt für die Arbeiten des deutschen Kommunikationswissenschaftlers Will Teichert, welcher darauf aufbauend das Kommunikationsmodell des Nutzenansatzes entwickelte.
Ziel des kommunikationstheoretischen Ansatzes ist es, die Motive für die Mediennutzung der Rezipienten, also der Nutzer, herauszufinden. Dabei wird erstmals die Sicht auf den bewusst handelnden Rezipienten (Benutzer, Empfänger) gelegt. „Wir fragen nicht mehr 'Was machen die Medien mit den Menschen?', sondern 'Was machen die Menschen mit den Medien?'“
Der Rezipient entscheidet aus seiner Interessenlage (Inhalte, Formate, Ästhetik) und aus seiner Bedürfnislage (z. B. Wirklichkeitsflucht, Information, Unterhaltung etc.) heraus, ob und was für ein Medienangebot er nutzt. Die Nutzung eines Mediums richtet sich also nach der Nutzenerwartung und der Bedürfnisbefriedigung des Medienangebots.
Für die Wissenschaft bedeutet dieser Ansatz, dass Medien Funktionen übernehmen können, die abhängig von dem Bedürfnis und der Erwartung der Menschen sind. Diese Bedürfnisse sind bewusst und verbalisierbar und damit empirisch erforschbar. Jedes Medium hat seine Standardgratifikation, die situationsspezifisch in Anspruch genommen wird. Durch diesen Ansatz wird der Blick erstmals komplett auf den Rezipienten gelenkt. Die zuvor betriebene "Black-Box"- Forschung wurde durch eine geschärfte und umfassendere Betrachtung der Einflussvariablen in Mediennutzungs- und Wirkungsprozessen abgelöst.
Die Theorie der selektiven Zuwendung besagt, dass sich Menschen eher solchen Medieninhalten zuwenden, die ihrem eigenen Standpunkt nahestehen. Die Wahl der Tageszeitung richte sich z. B. nach deren vermeintlicher politischer Richtung. Nur dort, wo ein Medieninhalt einen Rezipienten infolge selektiver Zuwendung überhaupt erreicht, kann folglich eine Medienwirkung eintreten.
Der nächste Schritt ist die selektive Wahrnehmung. Hier würden aus dem ausgewählten Medienangebot eher solche Inhalte wahrgenommen, die zur eigenen Einstellung passen.
Letztlich kommt es zu selektivem Behalten: Zur eigenen Meinung konsistente Inhalte würden eher im Gedächtnis behalten als andere.
Die Folge von selektiver Zuwendung, selektiver Wahrnehmung und selektivem Behalten ist eine Verschiebung des wahrgenommenen Medienbildes in Richtung des eigenen Standpunktes.

## Grundannahmen
1. Das Publikum ist aktiv und stellt Erwartungen an die Massenmedien.
2. Der Rezipient ist die zentrale Figur, da er darüber entscheidet, ob ein Kommunikationsprozess stattfindet.
3. Die Massenmedien konkurrieren mit Alternativen zur Bedürfnisbefriedigung.
4. Die Rezipienten sind dazu fähig, ihre Ziele und Bedürfnisse bei Befragung anzugeben.
5. Die Motive der Rezipienten werden in deren eigenen Kategorien ermittelt, also so, wie sie selbst ihre Nutzung der Massenmedien verstehen.

## Weiterentwicklungen
Der Nutzen- und Belohnungsansatz ist weniger eine Theorie als mehr eine Forschungsstrategie. Entsprechende Weiterentwicklungen in Modellen verhelfen dem Ansatz zu einer stärkeren theoretischen Fundierung.

### Das GS/GO-Modell
Das GS/GO-Modell veranschaulicht die Rückwirkung erhaltener Gratifikationen auf die Suche nach neuen Gratifikationen; GS bedeutet dabei Gratifications Sought und GO Gratifications Obtained, also gesuchte und erhaltene Gratifikationen. Dieser Ansatz berücksichtigt die in Punkt 3 der Grundannahmen beschriebenen Alternativen. 
Die erhaltenen Gratifikationen des Mediums einerseits und der Alternative andererseits werden erhoben und mit den gesuchten Gratifikationen abgeglichen. Die größere Passung entscheidet dann über die Zuwendung.

### Einbettung der Erwartung mal Wert-Theorie
Die Weiterentwicklung war erforderlich, da sowieso nicht die tatsächlichen, sondern die erwarteten Gratifikationen erhoben wurden. Wird die Erwartung gehegt, dass ein Medium/Programm eine bestimmte Eigenschaft besitzt, hängt die Nutzung dessen von der Bewertung der Eigenschaft ab. Bei positiver Bewertung erfolgt eine Zuwendung, bei negativer eine Abwendung. Somit erklärt dieses Modell auch Medienvermeidungsverhalten.

## Kritik
In der Forschung gibt es einige Kritikpunkte am Nutzen- und Belohnungsansatz. So ist zwar die Lenkung des Fokus auf den Rezipienten fortschrittlich, dennoch können hier Komplikationen auftreten. Das Modell beruht zum Großteil auf Selbsteinschätzungen der Rezipienten, jedoch wird nicht beachtet, dass beim Befragten eine Rationalisierung des eigenen Verhaltens stattfinden kann, das Verhalten also hinsichtlich sozialer Erwünschtheit verzerrt wird. Außerdem wird sich lediglich auf das Individuum fixiert, andere wichtige Faktoren und Aspekte, die z. B. die Gesellschaft oder das Angebot selbst betreffen, sowie aktive, bzw. passive Auswahlprozesse, wie z. B. der „Selektive-Exposure-Ansatz“, werden völlig außen vor gelassen. Schönbach fand bereits 1984 heraus, dass die Suche nach Bedürfnisbefriedigung vielmehr vom (verfügbaren) Stimuli abhinge, als von einem mehr oder weniger aktiven Rezipienten. Diese Aussage wirft außerdem eine in der Medienpsychologie häufig gestellte Frage nach der Definition von aktivem und passivem Rezipienten, bzw. aktiver und passiver Nutzung, die unter den Forschern noch nicht einheitlich festgelegt wurde.
Des Weiteren zeigt der Ansatz Theorieschwäche, da so gesehen jedes Mediennutzungsverhalten mit jeder Art von Bedürfnis kombiniert werden kann. Es fehlt also auch der Rückbezug auf menschliche Bedürfnisse, welche Zusammenhänge näher beleuchten und konkrete Vorhersagen ermöglichen. Es bedarf an präziseren Aussagen zur Auswahl einzelner Medien(angebote), wobei das Bedürfnis durch das Auftreten immer neuer Massenmedien verstärkt wird.

## Studien
Zu den bekanntesten Untersuchungen zum Uses-and-Gratifications-Ansatz zählen die folgenden Studien:
- Israel-Studie (Katz, Gurevitch, Haas 1973)
- Schweden-Studie (Rosengren, Windahl 1973)[2]
- KtK-Studie in der BRD (Infratest 1975)[3]
- Zürcher Studie (Saxer, Bonfadelli, Hättenschwiler 1975)[4]

sowie historisch gesehen als Vorläufer des Uses-and-Gratifications-Ansatz zu betrachten:
- Daily Soap Opera Studie (Herzog, 1944)[5]
- Die Berelson-Studie, bei der der zweiwöchige, streikbedingte Ausfall des gesamten Tageszeitungssystems analysiert wurde (Berelson, 1949)[6]